# 英勇的游擊隊員

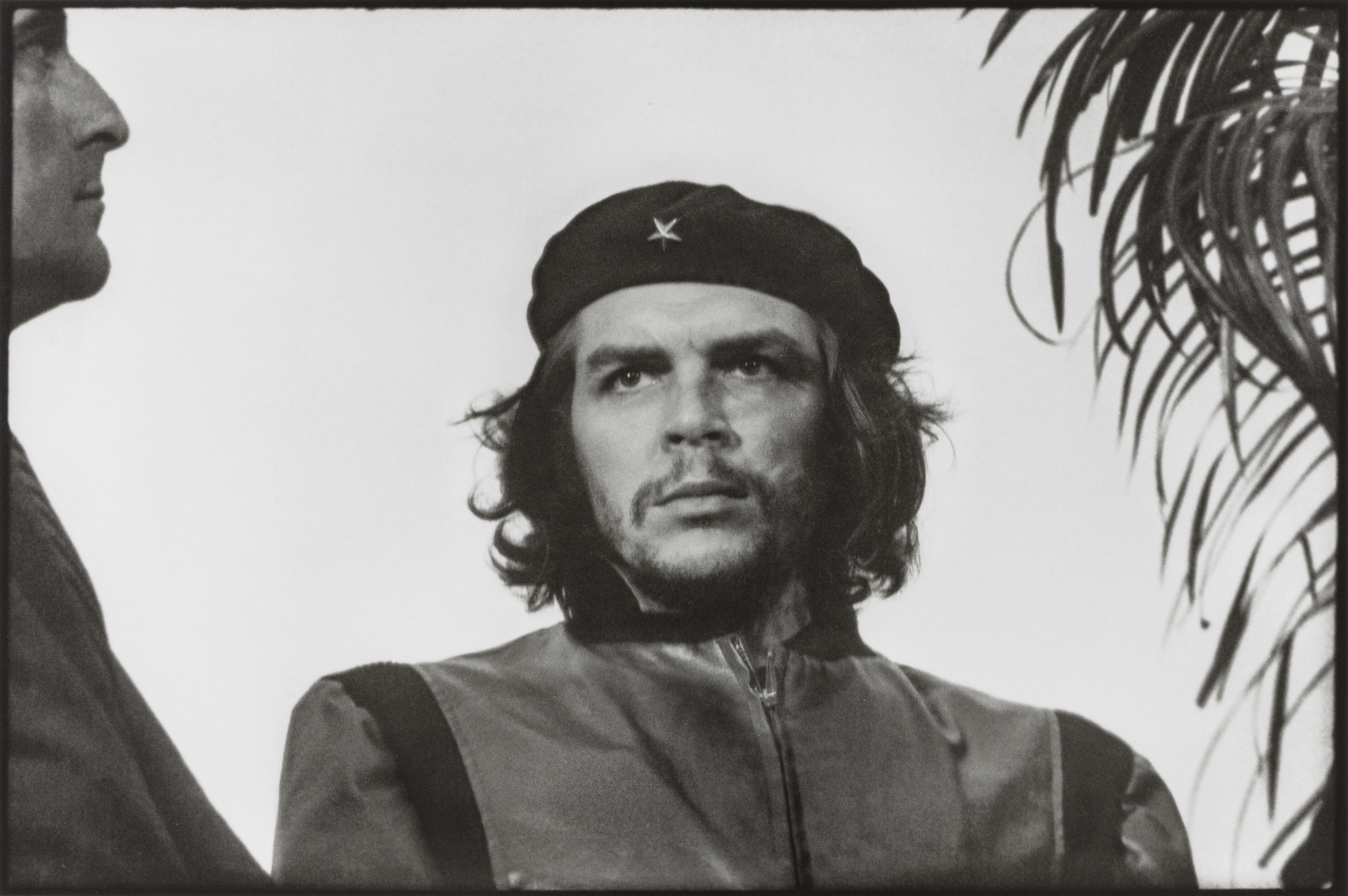
阿爾貝托·科爾達在1960年為捷·古華拉所拍攝的照片。

《英勇的游擊隊員》（西班牙語：Guerrillero Heroico）是一幅由攝影師阿爾韋托·科爾達在1960年為馬克思主義革命家切·格瓦拉所拍攝的照片。這張照片是在1960年3月5日於古巴哈瓦那拍攝。當日哈瓦那正舉行著拉庫布雷號爆炸事件死難者的悼念儀式。當時捷·古華拉31歲。
這張照片廣泛地在國際上流傳，並有著極大的感染力，馬里蘭藝術學院也稱這張照片為二十世紀的象徵和世界上最有名的照片。
這張照片被大量地複製、印刷、數碼化、臨摹和透過其它各種媒介傳播，維多利亞和阿爾伯特博物館也表示這張照片是被複製最多的攝影作品。加利福尼亞大學的加利福尼亞河岸攝影博物館（Riverside California Museum of Photography）的館長Jonathan Green亦評價道：「科爾達所拍的這張肖像照已經成為了一種語言，就像字母和象形文字。它總是在有衝突的地方出現，在歷史上從來沒有其它的東西可以有如此大的影響力。」

## 歷史

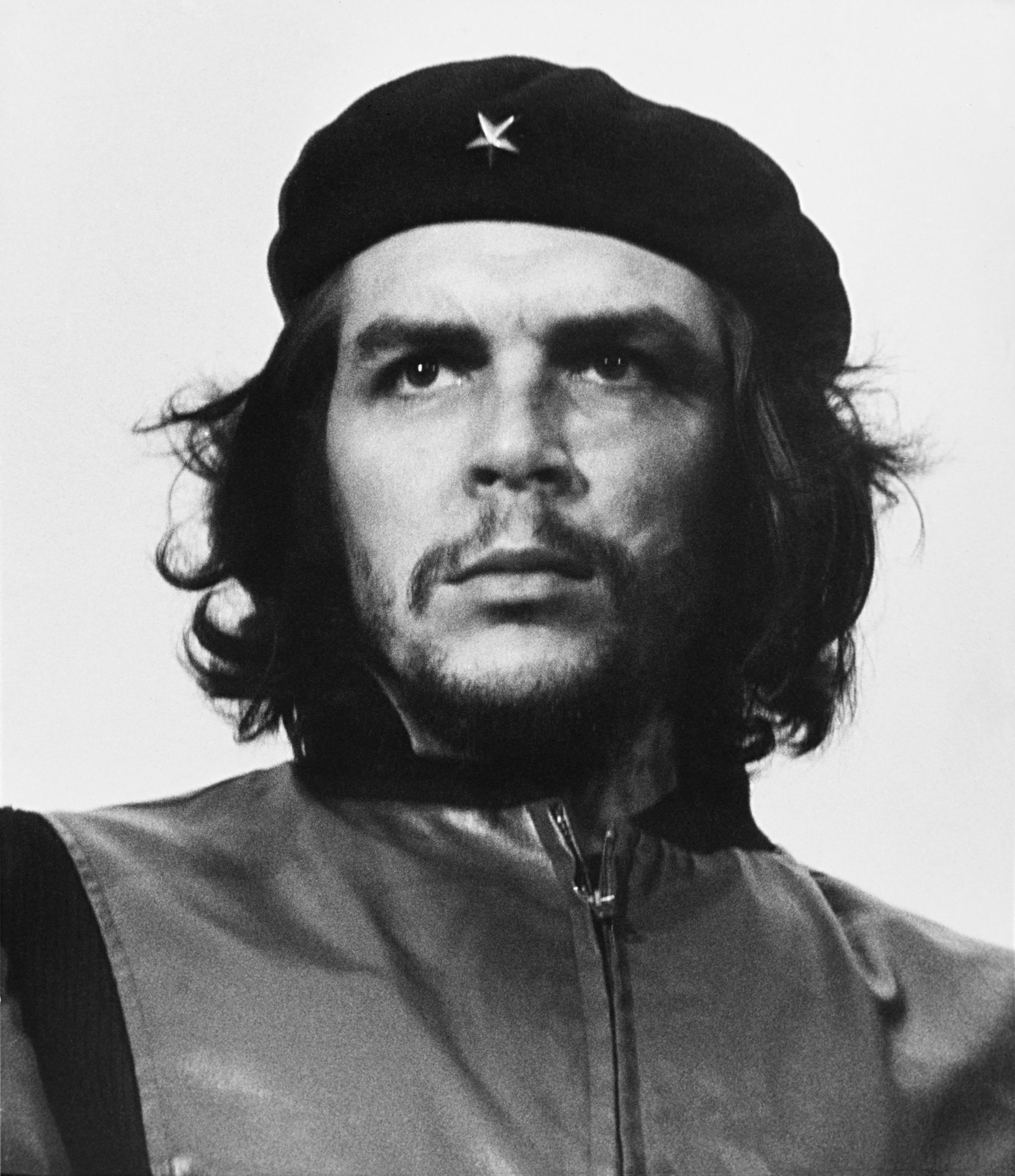
經剪裁後的版本，也是最廣為流傳的版本。

在1960年3月5日，古巴領導人菲德爾·卡斯特羅在哈瓦那的哥伦布大公墓舉行悼念儀式和集會，悼念在拉庫布雷號爆炸事件中的死難者。當時的捷·古華拉為新政府的工業部長，而科爾達則是卡斯特羅的攝影師。在喪禮遊行過後，卡斯特羅在第23街的台上發表悼詞。
在演講期間（約11時20分），捷·古華拉亦到場觀看。當時科爾達距離捷·古華拉只有約二至三十英呎，科爾達為捷·古華拉拍下了兩張照片。
之後，科爾達表示：「當我在相機的取景器裡看到他的表情時，我就感到非常震撼。那種感覺至今仍強烈得像是剛剛發生的事一樣。它強烈的撼動著我。」

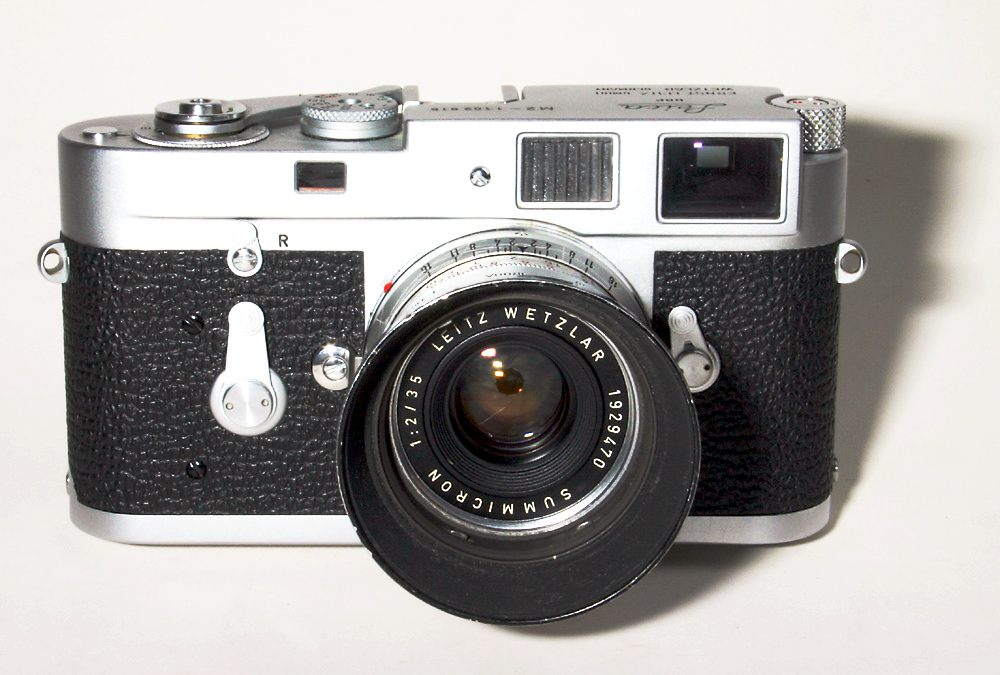
Leica M2

在第一張照片裡，捷·古華拉旁邊有一棵樹和另一個人的半邊臉，而第二張就有一個人在捷·古華拉的肩膀後出現。第一張照片經剪裁後就成為了現今最流行的捷·古華拉肖像照版本。這張肖像照起初並沒有引起太大的注意，當時科爾達所工作的報社Revolución的主編還把捷·古華拉的照片退回給阿爾貝托·科爾達，只把他所拍攝的其它照片放在刊物裡。但科爾達還是把照片保存下來，把它掛在牆上，並把照片的拷貝送給他的朋友作禮物。
科爾達用了萊卡M2照相機（90mm鏡頭）和柯達Plus-X底片來拍攝這張肖像照。

## 影響

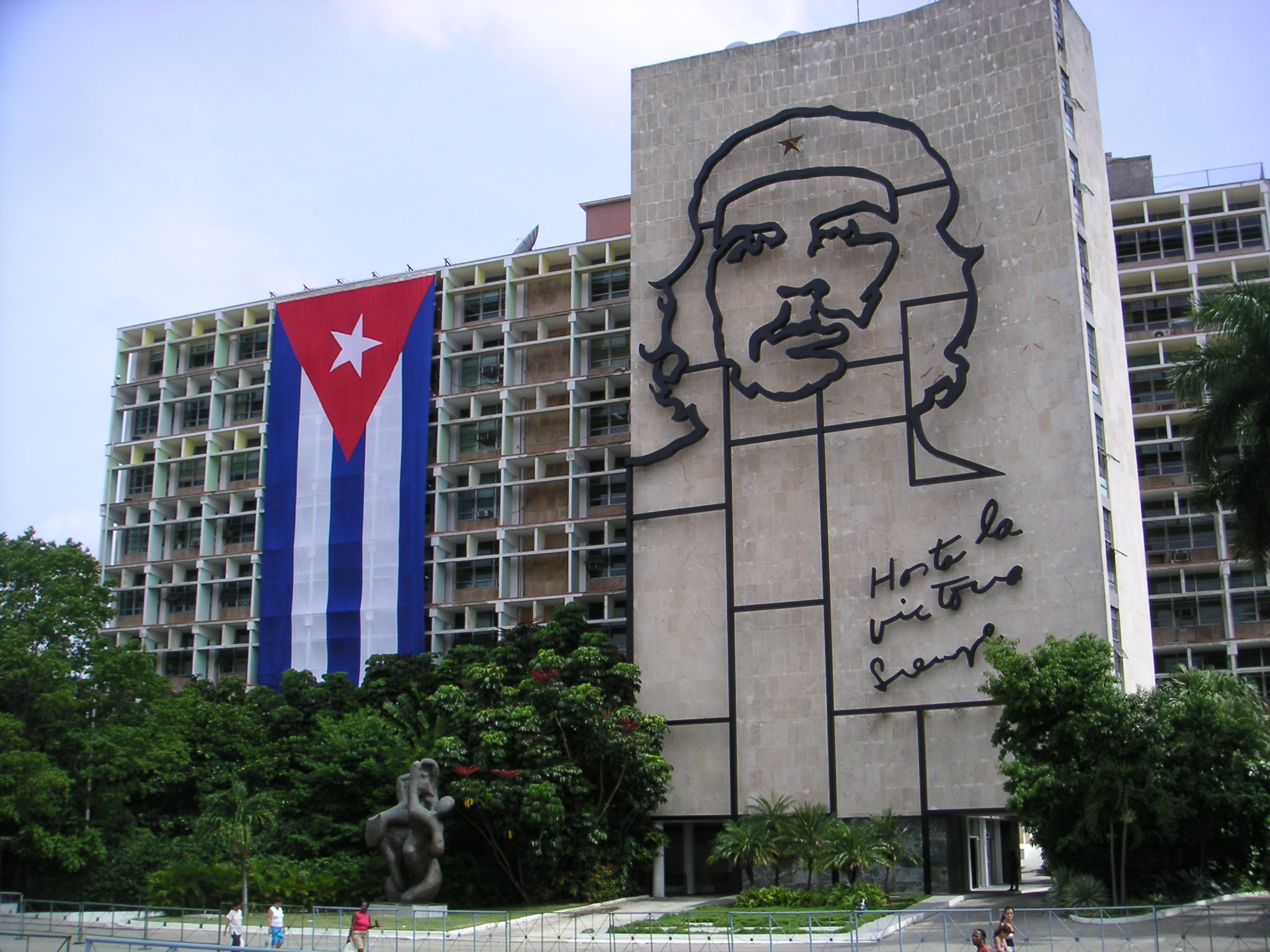
位於古巴哈瓦那的革命廣場。

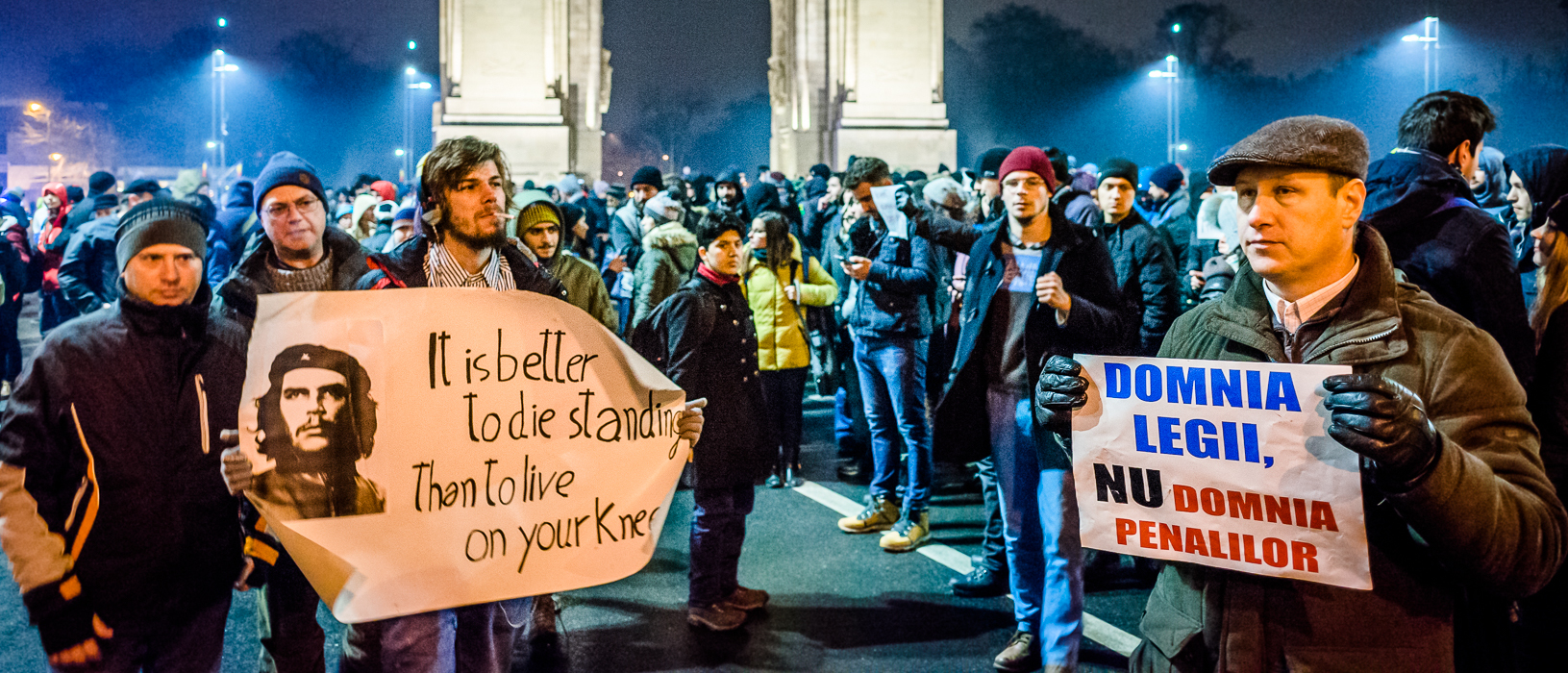
2017年羅馬尼亞反貪污示威期间的示威者

《英勇的游擊隊員》在國際上流傳甚廣，並成為了共產主義革命、追求公義和理想、反戰、英雄主義以至反全球化的象徵。世界各地更出現大量印有此肖像的商品。在一些反戰、反全球化的示威遊行中，經常都會出現捷·古華拉的肖像。古巴歷史學家Edmundo Desnoes認為，捷·古華拉的肖像能被買賣、能被隨意棄掉，甚至能夠被神化，但它卻已經成為了階級鬥爭中不可分割的一部份，它的意義亦從不會改變。

### 文化和藝術上的影響

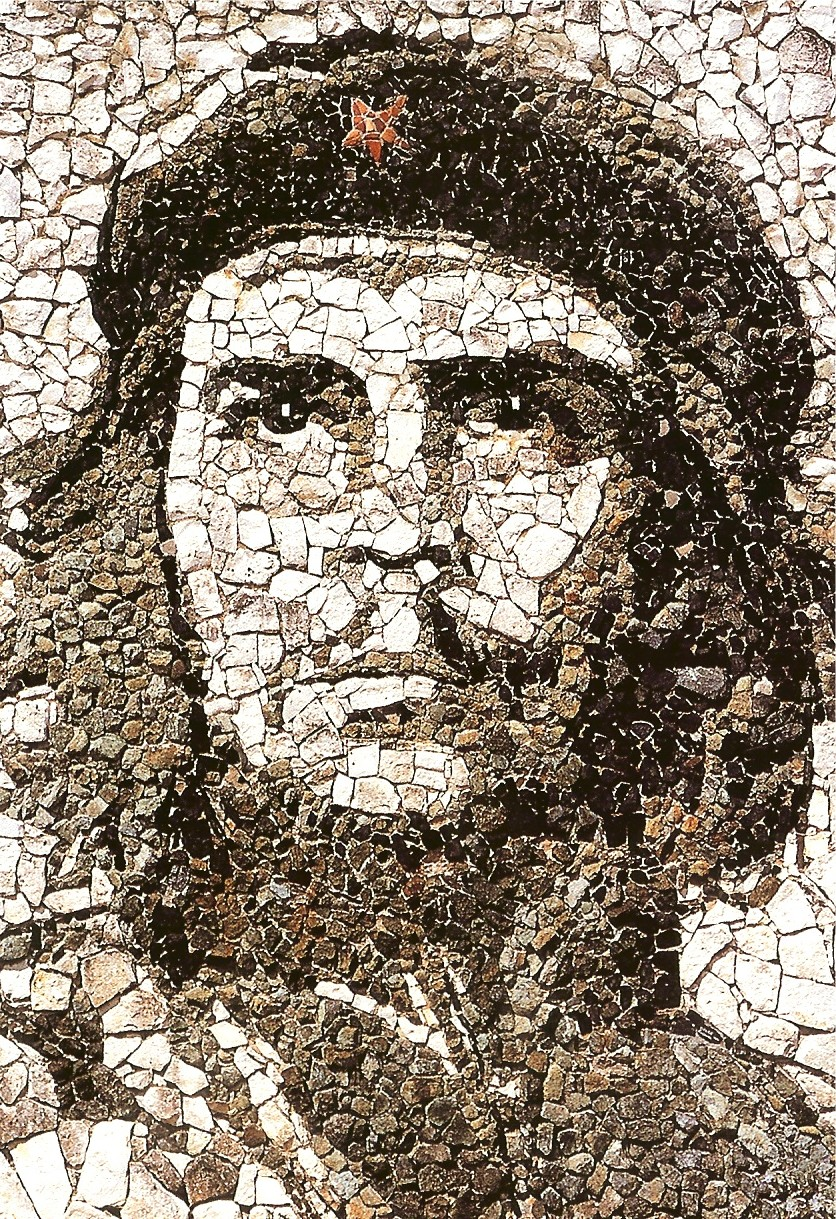
纪念切·格瓦拉的岩石马赛克

捷·古華拉的肖像照《英勇的游擊隊員》也對後世的文化和藝術有著很大的影響。英國普普藝術家彼得·布雷克就認為《英勇的游擊隊員》是「20世紀最有影響力的圖像」。不少的藝術作品也以《英勇的游擊隊員》為藍本所創作。愛爾蘭藝術家吉姆·菲茨帕特里克曾在1967年以《英勇的游擊隊員》為藍本設計了一張海報。《英勇的游擊隊員》亦多次在世界各地的展覽會中展示。